# Georgij Nyikolajevics Vlagyimov
Georgij Nyikolajevics Vlagyimov (oroszul: Гео́ргий Никола́евич Влади́мов; valódi családneve: Voloszevics, orosz: Волосевич); (Harkiv, 1931. február 19. – Frankfurt am Main, 2003. október 19.) orosz disszidens író volt.

## Életrajza
1977-ben a Szovjetunióban betiltott Amnesty International moszkvai szekciójának vezetője lett. 1983-ban Nyugat-Németországba emigrált.
Leghíresebb regénye a Верный Руслан (Hűséges Ruszlán), a szovjet gulágon élő őrkutyáról szóló történet, amelyet a kutya szemszögéből mesélnek el. A Szovjetunióban szamizdat kiadványként terjedt el, majd 1975-ben Nyugat-Németországban adták ki.
A Генерал и его армия (A tábornok és hadserege), Csibiszov (Kobriszov) és Vlaszov tábornokról szóló regénye 1995-ben Orosz Booker-díjat, 2000-ben pedig Szaharov-díjat kapott.

## Művei
- Большая руда, 1961
- Три минуты молчания, 1969
- Верный Руслан, 1975
- Не обращайте внимания, маэстро, 1983
- Генерал и его армия, 1994

### Magyarul
- Három perc hallgatás (Три минуты молчания) – Magvető, Budapest, 1976 · ISBN 9632702913 · Fordította: Szabó Mária
- Egy őrkutya története (Верный Руслан) – Magvető, Budapest, 1989 · ISBN 9631417034 · Fordította: Árvay János
- Hűséges Ruszlán (Верный Руслан) – Európa, Budapest, 2007 · ISBN 9789630784108 · Fordította: Árvay János

## Fordítás
- Ez a szócikk részben vagy egészben  a   Georgi Vladimov című angol Wikipédia-szócikk fordításán alapul.  Az eredeti cikk szerkesztőit annak laptörténete sorolja fel. Ez a jelzés csupán a megfogalmazás eredetét és a szerzői jogokat jelzi, nem szolgál a cikkben szereplő információk forrásmegjelöléseként.